# ماثيلد مارشيسي

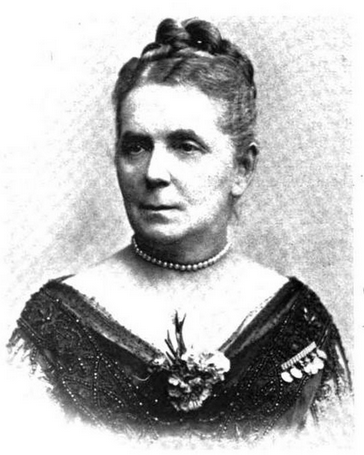
ماتيلد مارشيسي، من منشور عام 1897.

كانت الألمانية -. ماتيلد مارشيسي (17 نوفمبر 1913 24 مارس 1821) ميزو سوبرانو، مدرسة غناء، ومؤيدة لطريقة بيل كانتو للغناء.